# It's a Sin
Pour l’article homonyme, voir It's a Sin (série télévisée).
Singles de Pet Shop Boys
Suburbia
(1985) What Have I Done to Deserve This?
(1987)
It's a Sin est une chanson du groupe synthpop britannique Pet Shop Boys sortie en single le 15 juin 1987, premier extrait de l'album Actually.
C'est l'un des plus grands succès du groupe, le single arrive en tête des classements des ventes dans plusieurs pays.
La chanson est une critique de l'éducation catholique très stricte que le chanteur Neil Tennant a reçu à la St Cuthbert's High School (en) à Newcastle upon Tyne.

« Elle parle d'être élevé en tant que catholique. Quand j'allais à l'école, on nous enseignait que tout était un péché. »

— Neil Tennant
Neil Tennant récite en latin un extrait d'un confiteor à la fin du morceau.
En 2021, la chanson donne son titre à la série télévisée britannique It's a Sin de Russell T Davies. Reprise à cette occasion par le groupe Years and Years et Elton John, elle est de nouveau un succès au Royaume-Uni.

## Réactions
La chanson a provoqué de vives réactions de la part d'un des professeurs de l'ancienne école de Neil Tennant qui a vertement critiqué le chanteur dans la presse,. L'Armée du salut à, quant à elle, consacré la une de sa publication, The War Cry, aux Pet Shop Boys, trouvant intéressant que quelqu'un remette la notion de péché au goût du jour. Neil Tennant a aussi poliment refusé d'apparaître aux côtés du cardinal Basil Hume dans une publicité pour le CAFOD (en) (Organisation catholique pour le Développement d'Outre-mer), en expliquant qu'il n'était pas un catholique pratiquant.
Le producteur Jonathan King s'en est pris au groupe dans le journal The Sun, l'accusant d'avoir plagié la mélodie de Wild World de Cat Stevens. Il a même sorti un single mélangeant les deux chansons, en guise de démonstration, mais le disque n'a suscité que peu d'intérêt,. Après une procédure devant les tribunaux qui lui a été défavorable, il a présenté ses excuses au groupe et, à la demande de celui-ci, a reversé les dommages et intérêts à une œuvre de charité.

## Clip
Réalisé par Derek Jarman, le clip illustre la culpabilité, le châtiment et les sept péchés capitaux,.

## Reprises
It's a Sin a été reprise par des artistes tels que To/Die/For, The Crüxshadows, Graveworm sur l'album Engraved in Black, Paul Anka sur Rock Swings, And One, Metric, Soldout, Gamma Ray sur l'album Power plant, Ghost.
En 2021, la chanson donne son titre à une série télévisée, et à cette occasion elle est reprise par Olly Alexander, l’un des acteurs principaux, et son groupe Years & Years. Une autre version, enregistrée avec Elton John, se classe 47e des ventes de singles au Royaume-Uni en mai 2021.

## Classements hebdomadaires et certifications
| Classement (1987)                      | Meilleure position |
| -------------------------------------- | ------------------ |
| Afrique du Sud (Springbok Radio)       | 1                  |
| Allemagne (GfK Entertainment)          | 1                  |
| Australie (Kent Music Report)          | 10                 |
| Autriche (Ö3 Austria Top 40)           | 1                  |
| Belgique (Flandre Ultratop 50 Singles) | 2                  |
| Canada (RPM 100 Singles)               | 8                  |
| États-Unis (Billboard Hot 100)         | 9                  |
| France (SNEP)                          | 12                 |
| Irlande (IRMA)                         | 1                  |
| Italie (FIMI)                          | 3                  |
| Norvège (VG-lista)                     | 1                  |
| Nouvelle-Zélande (RMNZ)                | 8                  |
| Pays-Bas (Nederlandse Top 40)          | 3                  |
| Pays-Bas (Single Top 100)              | 3                  |
| Royaume-Uni (UK Singles Chart)         | 1                  |
| Suède (Sverigetopplistan)              | 1                  |
| Suisse (Schweizer Hitparade)           | 1                  |

| Pays                 | Certification | Unités certifiées |
| -------------------- | ------------- | ----------------- |
| Autriche (IFPI)      | Or            | 50 000            |
| Espagne (PROMUSICAE) | Or            | 25 000            |
| Royaume-Uni (BPI)    | Or            | 400 000           |
| Suède (GLF)          | Platine       | 50 000            |

## Utilisations
La chanson a été utilisée en 2009 pour une scène du film Bronson du réalisateur danois Nicolas Winding Refn où le prisonnier Michael Peterson (interprété par Tom Hardy) se retrouve à une fête dans un asile psychiatrique.
La chanson est également présente dans le film britannique Music of My Life (2019) de Gurinder Chadha.
La chanson est utilisée par Naughty Dog pour la bande annonce de son jeu Intergalactic: The Heretic Prophet diffusé lors des Game Awards 2024.
Le cd original apparaît par ailleurs dans la bande annonce.